# Rideau Hall

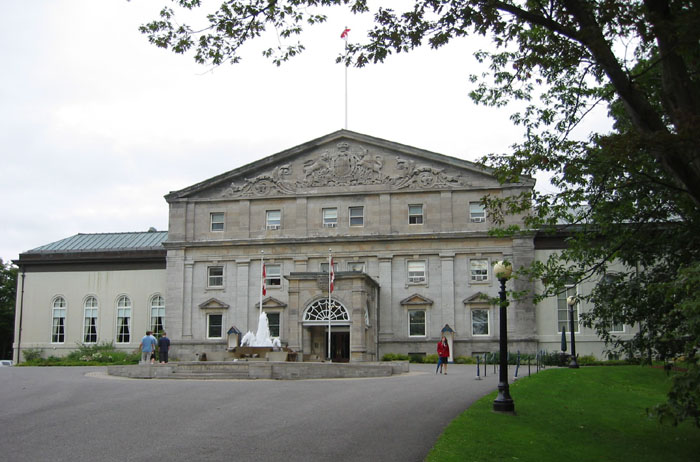
Fachada principal do Rideau Hall.

O Rideau Hall é, desde 1867, a residência oficial do Governador-geral canadense. Está localizada em uma propriedade de 0,36 km² (88 acres) na cidade de Ottawa, Ontário. O palácio possui 170 salas distribuídas em 9,500 m² de área construída, além dos outros prédios ao redor, que também abrigam instituições do governo. 
O Rideau Hall é, geralmente, utilizado para cerimônias de estado, sendo somente 500 m² de sua área dedicados aos aposentos do governador-geral. Assim como a Casa Branca e outras residências, a palavra Rideau Hall também serve de metonímia para os escritórios do governo canadense. Desde que se tornou a residência oficial do governador-geral, o Rideau Hall têm sido o local onde o governador recebe seus ministros e, até mesmo, o soberano britânico em visitas oficiais. 